# Autopoiese

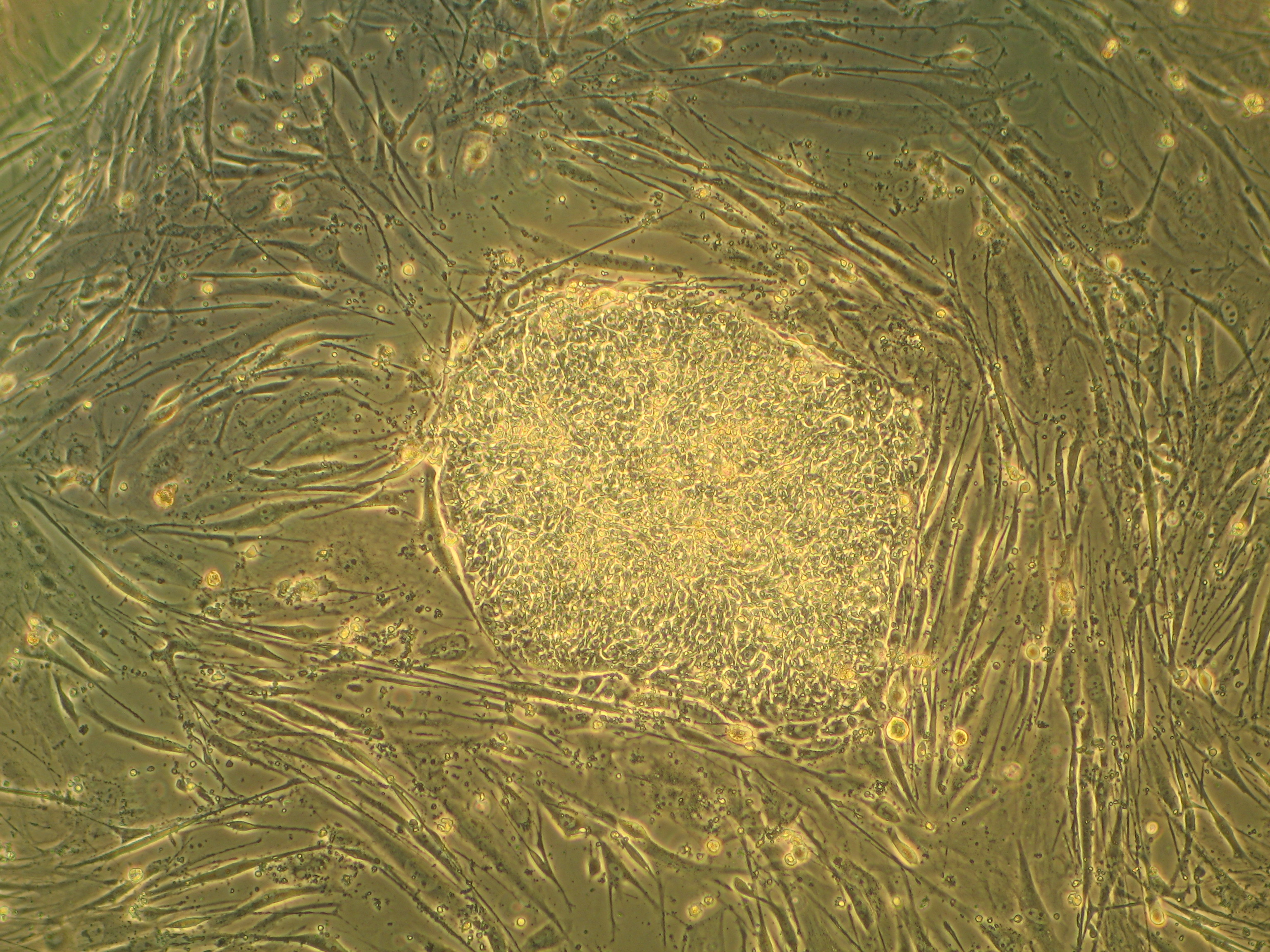
Colónia de células-tronco embrionárias.

Autopoiese ou autopoiesis (do grego auto "próprio", poiesis "criação") é um termo criado na década de 1970 pelos biólogos e filósofos chilenos Francisco Varela e Humberto Maturana para designar a capacidade dos seres vivos de produzirem a si próprios. Segundo esta teoria, um ser vivo é um sistema autopoiético, caracterizado como uma rede fechada de produções moleculares (processos) em que as moléculas produzidas geram com suas interações a mesma rede de moléculas que as produziu. A conservação da autopoiese e da adaptação de um ser vivo ao seu meio são condições sistêmicas para a vida. Portanto, um sistema vivo, como sistema autônomo, está constantemente se autoproduzindo, autorregulando, sempre mantendo interações com o meio, onde este apenas desencadeia mudanças determinadas em sua própria estrutura, e não através de um agente externo.
De origem biológica, o termo passou a ser usado em outras áreas por Steven Rose na neurobiologia, por Niklas Luhmann na sociologia,  por Gilles Deleuze e Antonio Negri na filosofia, por Patrick Schumacher na arquitetura e por Gunther Teubner no Direito.

## Origem
Foi empregada, inicialmente, para designar os elementos característicos de um sistema vivo e sua estrutura. As pesquisas sobre tal objeto de estudo apontaram uma definição de vida como sendo a autonomia e a constância de uma determinada organização, ou das relações em um dado sistema entre o anos dos elementos constitutivos desse mesmo sistema, organização essa que é auto-referencial no sentido de que a sua ordem interna é gerada a partir da interação dos seus próprios elementos e auto-reprodutiva no sentido de que tais elementos são produzidos a partir dessa mesma rede de interação circular e recursiva.

## Luhmann
Essa construção conceitual foi rapidamente difundida e começou a ser empregada em outras áreas do conhecimento até ser introduzida na seara das ciências sociais. O responsável pela colocação da autopoiese no meio social foi Niklas Luhmann. Foi ele que na década de 1980 transformou a teoria autopoiética em um método de observação social. Note-se que o postulado luhmanniano pode ser dividido em duas fases: uma estritamente sistêmica e outra com a aplicação da autopoiese sobre os marcos já existentes na teoria dos sistemas.

## Aplicação
Tanto a criação da teoria autopoiética como a sua aplicação aos sistemas sociais representou uma revolução epistemológica.  Essa proposta de mutação no foco epistemológico propiciou uma melhor observação do meio e suas características. Anteriormente, o processo de observação científica de um dado objeto pressupunha a análise estrutural de todos os seus elementos constitutivos isoladamente. Conhecer algo significava poder determinar quais são as partes que determinam o todo desse objeto. Não se avaliava as relações entre os elementos, mas apenas sua condição/colocação no todo.
A proposta da teoria autopoiética, diferentemente da postura analítica, parte da observação de determinado objeto pela interação de seus elementos, possibilitando, assim, a construção de um arcabouço científico embasado nas relações entre os elementos e as funções exercidas no todo comunicativo dos sistemas. A autopoiese vem sendo utilizada como marco teórico dos Direitos Fundamentais. [carece de fontes?]

## Leituras recomendadas
- MATURANA R., Humberto; VARELA, Francisco J.. Autopoiesi e cognizione:  la realizzazione del vivente.  3. ed. Venezia: Marsilio Editori, 1992 205 p ISBN 8831747789 (enc.)
- MATURANA R., Humberto; VARELA, Francisco J.. Autopoiesis and cognition : the realization of the living.   Dordrecht: D. Reidel Publishing Company, c1980. 141p. v.8 ISBN 9027710155 (enc.)
- MATURANA R., Humberto; VARELA GARCIA, Francisco J; ACUÑA LLORENS, Juan.  De maquinas e seres vivos:  autopoiese: a organização do vivo.  3.ed. Porto Alegre: Artes Medicas: 1997. 138 p ISBN 8573073020 (broch.)
- MATURANA R., Humberto; MAGRO, Cristina; GRACIANO, Miriam; VAZ, Nelson.
- TEUBNER, Gunther. O Direito como Sistema Autopoiético. Lisboa: Calouste Gulbenkian.1989. ISBN 972-31-0602-7.
- TONET, Fernando. RECONFIGURAÇÕES DO CONSTITUCIONALISMO: evolução e modelos constitucionais sistêmicos na pós-modernidade. Editora Lumen Juris.Rio de Janeiro - 2013.
- TRINDADE, André. Para entender Luhmann e o Direito como sistema autopoiético. Porto Alegre: Livraria do Advogado, 2008.
- TRINDADE, André. Os direitos fundamentais em uma perspectiva autopoiética. Porto Alegre: Livraria dos Advogados. 2007